# جيروم أرنولد
جيروم أرنولد (بالإنجليزية: Jerome Arnold)‏ هو موسيقي أمريكي، ولد في 12 نوفمبر 1936 في شيكاغو في الولايات المتحدة.